# Втрати 116-ї окремої бригади територіальної оборони України
У статті описано деталі загибелі бійців 116-ї бригади територіальної оборони України.

## Поіменний перелік

### 2023
- 21 січня 2023 — Наріжний Сергій Станіславович, солдат.
- 25 березня 2023 — Костянтин Євгенович Афанасенко, старший солдат. Загинув в районі населеного пункту Тоненьке Покровського району Донецької області.[1]
- 12 квітня 2023 — Шевченко Віталій Володимирович, молодший сержант.
- 12 липня 2023 — Крижанівський Олексій, молодший сержант, старший стрілець-оператор. Загинув поблизу села Красногорівка на Донеччині.[2]
- 10 жовтня 2023 — Наливайко Іван Іванович, солдат. Загинув на Донеччині.[3]
- 10 жовтня 2023 — Ярський Андрій Олександрович, солдат, кулеметник стрілецького взводу. Загинув в районі села Новомихайлівка Покровського району Донецької області.[3]
- 10 жовтня 2023 — Підлісний Владислав, солдат, стрілець-регулювальник. Загинув на Донеччині.[3]
- 19 жовтня 2023 — Тарасенко Олег Сергійович, штаб-сержант, командир комендантського взводу. Загинув в районі міста Авдіївка.[4]
- 20 жовтня 2023 — Матюшко Сергій Миколайович, солдат. Загинув в районі міста Авдіївка.[5]
- 20 жовтня 2023 — Якименко Ігор Миколайович, штаб-сержант, сапер. Загинув в районі села Новомихайлівка Покровського району Донецької області.[6]
- 7 листопада 2023 — Метелін Костянтин Сергійович, головний сержант стрілецького взводу. Загинув в районі селища Степове Покровського району Донецької області.[7]
- 10 листопада 2023 — Іваненко Сергій Миколайович, молодший сержант, командир стрілецького відділення. Загинув в районі міста Авдіївка.[8]
- 10 листопада 2023 — Руденко Ігор Олегович, старший сержант, головний сержант стрілецького взводу. Загинув в районі міста Авдіївка.[8]
- 7 грудня 2023 — Коваленко Андрій Андрійович, молодший лейтенант, командир взводу. Загинув в районі села Новомихайлівка Покровського району Донецької області.[9]

### 2024
- 5 січня 2024 — Рибалка Михайло Олегович, капітан, командир мінометної батареї. Загинув в районі села Новомихайлівка Донецької області.[10]
- 4 квітня 2024 — Масленніков Андрій Анатолійович, молодший сержант, кулеметник. Загинув під час відбиття ворожого штурму в селі Новомихайлівка Покровського району Донецької області.[11]
- 11 лютого 2024 — Коваль Роман Валерійович, солдат 145-го батальйону. Загинув в районі села Максимільянівка Покровського району Донецької області.[12]
- 30 січня 2024 — Проскурня Костянтин Валерійович, старший солдат розвідувального взводу. Помер від гострої серцево-судинної недостатності на фоні тяжких поранень в шпиталі однієї з військових частин.[13]
- 4 лютого 2024 — Пашко Віталій Валерійович, старший солдат, головний сержант стрілецького взводу. Помер у лікарні ім. І.Мечнікова міста Дніпро.[13]
- 3 травня 2024 року — Фігель Руслан Миколайович, солдат, старший стрілець-оператор. Загинув в районі села Нетайлове Покровського району Донецької області.[14]
- 6 серпня 2024 року — Шварьов Микола Олександрович, сержант, технік. Загинув в районі села Катеринівка Покровського району Донецької області внаслідок атаки ворожого БпЛА.[15]
- 7 вересня 2024 — Коваль Олександр Миколайович, молодший сержант. 1971, м. Кременчук.
- [16]Шевчук Вадим Сергійович

### 2025
- 23 лютого 2025 — Коваленко Олександр Володимирович, майор, начальник інженерної служби сил підтримки. Загинув на північно-східному напрямку.[17]
- 23 лютого 2025 - Олексій Самчук ("Агроном"), капітан. Загинув  під час виконання бойового завдання в Суджанському районі Курської області воїн загинув від влучання Fpv дрона в авто[18].